# HD 40307 e
HD 40307 e (بالإنجليزية: HD 40307 e)‏ الذي يرمز له بالرمز HD 40307e، هو كوكب خارج المجموعة الشمسية، في كوكبة آلة الرسام، يتبع HD 40307 ‏.

## الاكتشاف
اكتشف في 28 أكتوبر 2012.